# 个旧盲南鳅
个旧盲南鳅（学名：Schistura gejiuensis）为鳅科南鳅属的鱼类，是中国的特有物种。分布于云南省个旧市南22公里卡房乡所属芭蕉箐的地下河中等，常栖息于地下河。该物种的模式产地在云南个旧市南22公里和卡房乡所属芭蕉箐的地下河中。

## 扩展阅读
維基物種上的相關：个旧盲南鳅